# Campeonato Paraibano 2014
In 2014 werd het 104de Campeonato Paraibano gespeeld voor voetbalclubs uit de Braziliaanse staat Paraíba. De competitie werd georganiseerd door de Federação Paraibana de Futebol en werd gespeeld van 12 januari tot 29 juni. De competitie werd in twee fases verdeeld, de twee besten stootten telkens door naar de halve finale. Botafogo en Treze deden niet mee aan het eerste toernooi omdat ze de Copa do Nordeste 2014 speelden. Botafogo werd kampioen. 

## Eerste fase
| Plaats | Club          | Wed. | W | G | V  | Saldo | Ptn. |
| ------ | ------------- | ---- | - | - | -- | ----- | ---- |
| 1.     | CSP           | 14   | 8 | 5 | 1  | 34:15 | 29   |
| 2.     | Auto Esporte  | 14   | 9 | 1 | 4  | 23:14 | 28   |
| 3.     | Sousa         | 14   | 7 | 7 | 0  | 23:10 | 28   |
| 4.     | Campinense    | 14   | 7 | 5 | 2  | 29:12 | 26   |
| 5.     | Santa Cruz    | 14   | 4 | 3 | 7  | 20:19 | 15   |
| 6.     | Atlético      | 14   | 4 | 3 | 7  | 18:25 | 15   |
| 7.     | Queimadense   | 14   | 1 | 7 | 6  | 9:17  | 10   |
| 8.     | Sport Campina | 14   | 0 | 1 | 13 | 10:54 | 1    |

|  | Gekwalificeerd voor tweede fase en halve finale |
|  | Gekwalificeerd voor tweede fase                 |
|  | Degradatie naar Série B                         |

## Tweede fase
| Plaats | Club         | Wed. | W | G | V  | Saldo | Ptn. |
| ------ | ------------ | ---- | - | - | -- | ----- | ---- |
| 1.     | Campinense   | 14   | 8 | 4 | 2  | 23:11 | 28   |
| 2.     | Botafogo     | 14   | 8 | 3 | 3  | 26:14 | 27   |
| 3.     | Sousa        | 14   | 7 | 4 | 3  | 25:20 | 25   |
| 4.     | Treze        | 14   | 6 | 4 | 4  | 22:14 | 22   |
| 5.     | Atlético     | 14   | 5 | 2 | 7  | 21:29 | 17   |
| 6.     | Auto Esporte | 14   | 4 | 4 | 6  | 19:19 | 16   |
| 7.     | CSP          | 14   | 4 | 2 | 8  | 18:25 | 14   |
| 8.     | Santa Cruz   | 14   | 2 | 1 | 11 | 18:40 | 7    |

|  | Gekwalificeerd voor derde fase |

## Derde fase
|  | Halve finale | Halve finale | Halve finale |   |          | Finale | Finale | Finale |
|  |              |              |              |   |          |        |        |        |
|  | CSP          | 2            | 3            |   |          |        |        |        |
|  | Botafogo     | 1            | 1            |   |          |        |        |        |
|  | Botafogo     | 1            | 1            |   | Botafogo | 3      | 0      |        |
|  |              |              |              |   | Botafogo | 3      | 0      |        |
|  |              | Campinense   | 0            | 0 |          |        |        |        |
|  | Campinense   | Campinense   | 0            | 0 | 2        | 0      |        |        |
|  | Campinense   |              |              |   | 2        | 0      |        |        |
|  | Auto Esporte | 1            | 2            |   |          |        |        |        |

Details finale
|              |                                         |       |            |                                                               |
| 25 juni Heen | Botafogo                                | 3 – 0 | Campinense | Almeidão Toeschouwers: 6.050 Scheidsrechter: oão Bosco Sátyro |
| 25 juni Heen | Doda 18' Pio 24' (penalty) Ferreira 66' |       |            | Almeidão Toeschouwers: 6.050 Scheidsrechter: oão Bosco Sátyro |

| Botafogo PB | Campinense |

|               |            |       |          |                                                          |
| 29 juni Terug | Campinense | 0 – 0 | Botafogo | Amigão Toeschouwers: 2.842 Scheidsrechter: Renan Roberto |
| 29 juni Terug |            |       |          | Amigão Toeschouwers: 2.842 Scheidsrechter: Renan Roberto |

| Campinense | Botafogo PB |

### Kampioen
| Campeonato Paraibano de 2014  |
| Paraiba                       |
| ----------------------------- |
| BOTAFOGO Kampioen (27° titel) |